# 美空ひばりショー ひばりはひばり
『美空ひばりショー ひばりはひばり』（みそらひばりショー ひばりはひばり）は、1968年6月3日から同年9月30日までNET系列局で放送されていたNETテレビ（現・テレビ朝日）製作の音楽番組である。全18回。放送時間は毎週月曜 19:30 - 20:00 （日本標準時）。NETテレビ初のスタジオカラーカメラ&カラーVTR録画による番組だった。

## 概要
中村メイコが司会を務めていた美空ひばりのワンマンショー。番組は毎回テーマを決め、それに基づいたヒット曲をひばりが歌っていた。また、「今月の歌」と称しての新曲披露や、ゲスト歌手を招いてのインタビューも行っていた。

## サブタイトル
1. ひばり街道
2. 号外 号外 号外
3. たのしい時は
4. 今夜も相手にしてくれない
5. とかく男というものは
6. 百年の足あとを
7. 夏と私と太陽よ
8. 都と楽器と歌声と
9. おかしなおかしな夢
10. 船は出て行く
11. 人形が人間になったらば
12. 可愛い恋人
13. その時ひばりは…
14. シャープと共に
15. ひばりの流し…
16. ひばりは踊る
17. さあみんないらっしゃい
18. 少しの間サヨウナラ

参考：『朝日新聞』朝日新聞社。「ラジオ・テレビ欄」